# Parsons (Virgínia Ocidental)
Parsons é uma cidade localizada no estado norte-americano de Virgínia Ocidental, no Condado de Tucker.

## Demografia
Segundo o censo norte-americano de 2000, a sua população era de 1463 habitantes.
Em 2006, foi estimada uma população de 1380, um decréscimo de 83 (-5.7%).

## Geografia
De acordo com o United States Census Bureau tem uma área de
3,1 km², dos quais 2,8 km² cobertos por terra e 0,3 km² cobertos por água. Parsons localiza-se a aproximadamente 523 m acima do nível do mar.

## Localidades na vizinhança
O diagrama seguinte representa as localidades num raio de 20 km ao redor de Parsons.